# Nils Persson (undervisningsråd)
Nils Anton Persson, född 21 juli 1884 i Hammenhögs socken, Kristianstads län, död 23 oktober 1960 i Simrishamn, Kristianstads län, var en svensk skolman.
Nils Persson var son till sakföraren Per Gustaf Adolf Persson. Han avlade folkskollärarexamen i Lund 1905 och organistexamen 1908 samt blev efter studentexamen i Lund 1916 filosofie kandidat vid universitetet där 1918. 1905–1919 var han folkskollärare och överlärare vid Simrishamns folkskolor. Från 1919 var han folkskoleinspektör i Sydskånes östra inspektionsområde. Vid flera tillfällen var han tillförordnat undervisningsråd. Han var ledamot av 1934 års folkskolesakkunniga samt tillhörde 1940 års skolutredning. Persson blev vice ordförande i styrelsen för Statens folkskoleinspektörers förbund 1935 och var från 1942 dess ordförande. Han innehade flera kommunala uppdrag, bland annat var han stadsfullmäktig i Simrishamn från 1911 och ordförande från 1939. Han var vidare ledamot av styrelsen för Sveriges stadsförbund från 1939 samt av styrelsen för Sydsvenska socialinstitutet i Lund från 1948.